# Martin Kysela
Martin Kysela (* 1983, Liberec) je český podnikatel, investor a novinář zaměřený na oblast internetových technologií. Od roku 2006 působí jako samostatný burzovní spekulant a mentor.

## Život
Vystudoval ekonomiku se zaměřením na mezinárodní obchod. Dlouhodobě působil na manažerských i technických pozicích v IT, kde se věnoval zejména propagaci svobodného software a značky Apple, dále organizaci odborných konferencí, seminářů a vydavatelské činnosti. Později se začal orientovat na oblast burzovních trhů a vytvořil několik úspěšných obchodních systémů pro diskréční obchodování.
Jeden z jeho prvních systémů pro začínající obchodníky, RSIcross, který uvolnil zdarma pod licencí GNU GPL pro volné užití, se dočkal mnoha úprav a klonů, z nichž nejznámějším je systém založený na indikátoru MFI určený pro obchodování amerického indexu E-mini Russell 2000. Od roku 2007 vyučuje úzký okruh osobních žáků a aktivně se věnuje propagaci značky Apple. Bývá také citován v jiných textech a knihách z oblasti burzovních spekulací.
Od roku 2018 spolupracuje se vzdělávací platformou Quastic v oblasti vzdělávání v oblasti burzovních spekulací.

## Knihy
- Přecházíme na Linux (2003, ISBN 80-7226-844-9)
- Linux: kapesní průvodce administrátora (2004, ISBN 80-247-0733-0)
- 333 tipů a triků pro Linux (2005, ISBN 80-7226-866-X)
- Perl: kompletní kapesní průvodce programátora (2005, ISBN 80-247-1170-2)